# 큰살파
큰살파(학명: Thetys vagina)는 알려진 살파 중 가장 큰 종이자 큰살파속의 유일한 종이며 1802년에 처음 기술되었고 투명하고 젤라틴과 비슷한 몸 때문에 물에서 잘 보이지 않는다. 이는 포식자의 눈에 보이지 않아 포식자를 피하는 데에 도움이 된다.
화석 범위는 최근의 것으로, 큰살파로 자주 오인되는 동물로 송곳살파, 보름달물해파리, Pegea confoederata가 있다. 보존 상태는 알려져 있지 않고, DNA는 2014년에 대형 프로젝트의 일환으로 시퀀싱되었으며 닭새우과 유충이 큰살파에 부착되어 그것을 먹는 것이 나타났다.

## 상세
길이는 최대 333mm에 이르는데 다른 두 가지 형태로 발전하는데 집계형과 단독형으로 나뉜다. 집계형은 성별이 있고, 크기는 250mm 이르며, 근육 띠 5개가 있다. 난생인 단독형은 무성이며, 크기는 300mm에 이른다.
단독형은 근육 띠 약 20개가 있고 그 띠는 몸의 상반부와 하반부에 붙은 끝 부분에 짙은 색을 지녔고, 짧은 길이를 가진 줄무늬가 특징이다.
어두운 색 및 다채로운 색의 덩어리 모양의 소화 기관을 가지며 배아의 크기는 10~15mm로 밝혀졌다.

## 분포
주로 원양 해양 환경에서 발견되는데 태평양, 대서양, 인도양의 열대 및 온대 해역에서 분포하고 난류를 따라가는 북대서양의 온도가 낮은 해역에서 종종 발견된다. 널리 퍼져 있으나, 멀리 떨어져 살고 있어 잡히는 경우는 거의 없다.